# Culicoides yoosti
Culicoides yoosti är en tvåvingeart som beskrevs av Art Borkent 2000. Culicoides yoosti ingår i släktet Culicoides och familjen svidknott. Inga underarter finns listade i Catalogue of Life.